# Autochloris flavicosta
Autochloris flavicosta là một loài bướm đêm thuộc phân họ Arctiinae, họ Erebidae.